# Bajura (distrito)
Bajura é um distrito da zona de Seti, no Nepal. A sua sede é a cidade de Martadi, tem uma área de 2188 km² e em 2001 tinha 108 781 habitantes.